# 金星啤酒
金星啤酒集团是一家1995年10月成立的总部位于河南郑州的啤酒制造商，前身是1982年建立的金星啤酒厂。集团在10省建有18个生产基地，旗下拥有金星、蓝马两大系列共30多个产品。年生产力200万吨，目前全国市场占有率居第四位，是河南省重点企业。集团董事长为张铁山。